# Liste des présidents de Chypre
Cet article dresse la liste des présidents de la république de Chypre depuis l'accession du pays à l'indépendance le 16 août 1960.

## Liste
| Portrait              | Titulaire (Naissance-mort)         | Élection    | Mandat          | Mandat                         | Mandat                      | Parti politique | Parti politique    |
| Portrait              | Titulaire (Naissance-mort)         | Élection    | Début           | Fin                            | Durée                       | Parti politique | Parti politique    |
| --------------------- | ---------------------------------- | ----------- | --------------- | ------------------------------ | --------------------------- | --------------- | ------------------ |
| Makários III          | Makários III (1913-1977)           | 1959        | 16 août 1960    | 15 juillet 1974 (coup d'État)  | 13 ans, 10 mois et 29 jours |                 | Indépendant        |
| Makários III          | Makários III (1913-1977)           | 1968        | 16 août 1960    | 15 juillet 1974 (coup d'État)  | 13 ans, 10 mois et 29 jours |                 | Indépendant        |
| Makários III          | Makários III (1913-1977)           | 1973        | 16 août 1960    | 15 juillet 1974 (coup d'État)  | 13 ans, 10 mois et 29 jours |                 | Indépendant        |
| Níkos Sampsón         | Níkos Sampsón (1935-2001)          | Coup d'État | 15 juillet 1974 | 23 juillet 1974                | 8 jours                     |                 | Parti progressiste |
| Gláfkos Klirídis      | Gláfkos Klirídis (1919-2013)       | intérim     | 23 juillet 1974 | 7 décembre 1974                | 4 mois et 14 jours          |                 | Parti uni          |
| Makários III          | Makários III (1913-1977)           | —           | 7 décembre 1974 | 3 août 1977 (mort en fonction) | 2 ans, 7 mois et 27 jours   |                 | Indépendant        |
| Spýros Kyprianoú      | Spýros Kyprianoú (1932-2002)       | intérim     | 3 août 1977     | 28 février 1978                | 10 ans, 6 mois et 25 jours  |                 | DIKO               |
| Spýros Kyprianoú      | Spýros Kyprianoú (1932-2002)       | 1978        | 28 février 1978 | 28 février 1983                | 10 ans, 6 mois et 25 jours  |                 | DIKO               |
| Spýros Kyprianoú      | Spýros Kyprianoú (1932-2002)       | 1983        | 28 février 1983 | 28 février 1988                | 10 ans, 6 mois et 25 jours  |                 | DIKO               |
| Giórgos Vasileíou     | Giórgos Vasileíou (né en 1931)     | 1988        | 28 février 1988 | 28 février 1993                | 5 ans                       |                 | Indépendant        |
| Gláfkos Klirídis      | Gláfkos Klirídis (1919-2013)       | 1993        | 28 février 1993 | 28 février 1998                | 10 ans                      |                 | DISY               |
| Gláfkos Klirídis      | Gláfkos Klirídis (1919-2013)       | 1998        | 28 février 1998 | 28 février 2003                | 10 ans                      |                 | DISY               |
| Tássos Papadópoulos   | Tássos Papadópoulos (1934-2008)    | 2003        | 28 février 2003 | 28 février 2008                | 5 ans                       |                 | DIKO               |
| Dimítris Khristófias  | Dimítris Khristófias (1946-2019)   | 2008        | 28 février 2008 | 28 février 2013                | 5 ans                       |                 | AKEL               |
| Níkos Anastasiádis    | Níkos Anastasiádis (né en 1946)    | 2013        | 28 février 2013 | 28 février 2018                | 10 ans                      |                 | DISY               |
| Níkos Anastasiádis    | Níkos Anastasiádis (né en 1946)    | 2018        | 28 février 2018 | 28 février 2023                | 10 ans                      |                 | DISY               |
| Níkos Christodoulídis | Níkos Christodoulídis (né en 1973) | 2023        | 28 février 2023 | en cours                       | 2 ans, 2 mois et 14 jours   |                 | Indépendant        |